# Toda (ave)
As todas (Todidae) são uma família de pequenas aves caribenhas da ordem Coraciiforme.  A família tem um único gênero vivo, Todus, e um gênero extinto ainda na pré-história conhecido apenas de registros fósseis, Palaeotodus. Seus membros são nativos do Caribe, e são de cores bastante chamativas.

## Terminologia

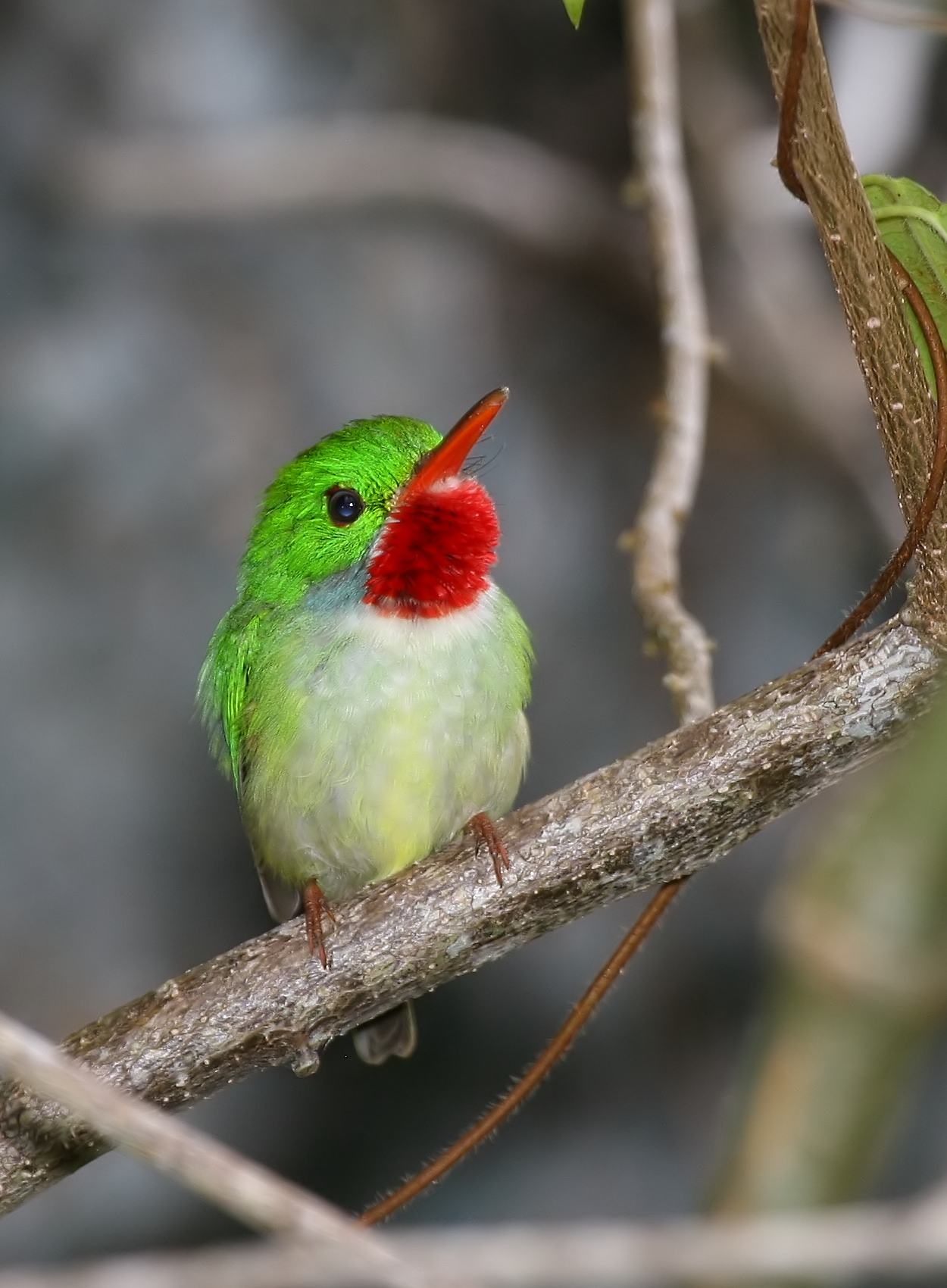
A espécie nominal toda-jamaicana (Todus todus)

Toda (pronuncia-se com ó aberto - do latim todus - 'ave muito pequena') era o nome de um pássaro, usado nos livros de gramática anteriores à Reforma Ortográfica de 1971 para justificar o acento diferencial no pronome toda (que era escrito tôda).
Toda seria uma variação de todeiro, do latim todus, um pássaro fissirrostro.
Quando se propusera a queda do acento diferencial, o humorista Neil de Castro escreveu em O Pasquim; "O medo que matava todas", fazendo um jogo com estas palavras; neste contexto, medo não está sendo referente ao sentimento, mas sim aos medos, um povo da Ásia, e todas não se refere ao pronome, mas sim as aves.
Tal situação também foi retratada por Fernando Sabino, que passará; "Anos a fio escrevendo com medo de que o meu medo fosse tomado como um habitante da Média, e que toda fosse um passarinho fissirostro ou uma das línguas dravídicas, e que vezes fosse a segunda pessoa do subjuntivo do verbo vezar...".

## Taxonomia e sistemática
As todas foram originalmente colocados no gênero Alcedo, e depois foram colocadas no próprio gênero denominado de Todus por Mathurin Jacques Brisson em 1760. Desde então, foram associadas a um grande número de parentes em potencial, incluindo os noitibós (Caprimulgidae), surucuás (Trogonidae), capitães (Capitonidae), arirambas (Galbulidae), barbudos (Bucconidae), martins-pescadores (Alcenidae), udus (Momotidae) e até algumas espécies de Passeriformes, como bocarras (Eurylaimidae), cotingas (Cotingidae) e pica-flores (Dicaeidae). As todas foram colocados em sua própria ordem, Todiformes, antes de serem colocados em Coraciiformes.
A análise genética das espécies existentes sugere que elas se diversificaram há entre 6-7 milhões de anos. O registro fóssil da família é escasso, mas três espécies de toda foram descritas a partir de fósseis encontrados na América do Norte, Alemanha e França, mostrando que a família já foi mais difundida do que é hoje. Espécies do gênero fóssil Palaeotodus eram maiores do que as espécies vivas, tinham um tamanho aproximado do udu-miudinho (Hylomanes momotula).

## Espécies
A família Todidae possui dois gêneros reconhecidos, Palaeotodus estando extinto, e cinco espécies vivas reconhecidas dentro do gênero Todus;
| Imagem | Nome científico      | Nome comum          | Distribuição                             | Estado |
| ------ | -------------------- | ------------------- | ---------------------------------------- | ------ |
|        | Todus multicolor     | Toda-cubana         | Cuba e Ilha da Juventude                 | LC     |
|        | Todus subulatus      | Toda-de-bico-grosso | Ilha de São Domingos e Ilha de la Gonâve | LC     |
|        | Todus angustirostris | Toda-de-bico-fino   | Ilha de São Domingos                     | LC     |
|        | Todus todus          | Toda-jamaicana      | Jamaica                                  | LC     |
|        | Todus mexicanus      | Toda-porto-riquenha | Porto Rico                               | LC     |

- †Palaeotodus
  - †Palaeotodus emryi
  - †Palaeotodus escampsiensis
  - †Palaeotodus itardiensis

## Distribuição
Os membros dessa família são endêmicos das ilhas do Caribe. Estas pequenas aves são encontradas nas florestas de Porto Rico, Jamaica e Cuba, distribuindo-se também em ilhas adjacentes. A Ilha de São Domingos é o único local onde ocorre sobreposição de duas espécies: a toda-de-bico-grosso (Todus subulatus) e a toda-de-bico-fino (Todus angustirostris).

## Descrição
Todas pesam de 5 a 7 g e possuem aproximadamente de 10 a 11,5 cm de comprimento. Possuem plumagem colorida principalmente nas tonalidades de verde, vermelho, rosa e branco, se assemelham a martim-pescadores em sua forma geral. Em geral elas têm cabeças, costas e asas verdes, gargantas vermelhas (ausentes em Todus multicolor, T. angustirostris e T. subulatus quando imaturos) com uma faixa branca e cinza-azulada em cada lado, a cor da face é pálida e varia de acordo com a espécie. As íris são cinza-pálido. Eles têm bicos longos e achatados (como muitos pássaros das famílias Tyrannidae); a mandíbula superior é preta e a inferior é vermelha. As pernas, e especialmente os tarsos, são pequenos. As todas vocalizam bastante, com exceção da toda-jamaicana que raramente vocaliza fora da estação reprodutiva (agosto a novembro); emitem notas de zumbido simples, bipes e chamados guturais. Suas asas produzem um "chocalhado estranho" quando voam.

## Ecologia

### Alimentação
Alimentam-se de presas pequenas, como insetos e lagartos. Insetos de 50 famílias diferentes foram identificados em sua dieta, principalmente gafanhotos, grilos, besouros, borboletas, abelhas, vespas e formigas. Aranhas e milípedes também podem ser ingeridos, assim como uma pequena quantidade de frutas (2% da dieta).

### Comportamento
Seu hábitat preferido para forragear é no sub-bosque. As todas normalmente pousam em galhos baixo, sozinhos ou em pares, mantendo-se parados ou movimentando-se. Quando vêem a presa se movendo na superfície inferior de uma folha, voam a uma curta distância (média de 2,2m em T. subulatus e 1,0 m em T. mexicanus), diagonalmente para recolhê-la. Também podem capturar presas do chão, ocasionalmente perseguindo-as. São geralmente residentes e sedentários; o vôo único mais longo conhecido para um indivíduo de T. subulatus é de 40 m. Seu pico de atividade é durante a manhã.
São altamente territoriais, mas podem se juntar à bandos mistos compostos por espécies residentes e migrantes da América do Norte, especialmente entre mariquitas da família Parulidae.

### Reprodução
Como a maioria dos Coraciiformes, as todas nidificam em buracos, que cavam com seus bicos e pés em barrancos íngremes ou em troncos de árvores podres. O túnel mede 30 cm de comprimento para T. multicolor e T. angustirostris, e 30 a 60 cm para T. subulatus, e termina em uma câmara de ninho, geralmente não reutilizada. Colocam cerca de quatro ovos brancos no fim da câmara. Ambos os pais incubam, mas são surpreendentemente desatentos aos ovos. Os filhotes são altriciais e ficam no ninho até que possam voar. Ambos os pais também cuidam dos filhotes, com muito mais atenção do que com os ovos; podem alimentar cada filhote até 140 vezes por dia, a taxa mais alta conhecida entre as aves.